# Nordstrand, Nordfriesland
Nordstrand (North Frisian Noordströön) là một đô thị thuộc huyện Nordfriesland, bang Schleswig-Holstein, Đức